# Rabindrodiplosis
Rabindrodiplosis är ett släkte av tvåvingar. Rabindrodiplosis ingår i familjen gallmyggor.
Kladogram enligt Catalogue of Life:
| Rabindrodiplosis | \| \| Rabindrodiplosis champakii \| \| \| \| \| \| Rabindrodiplosis orientalis \| \| \| \| |
|                  | \| \| Rabindrodiplosis champakii \| \| \| \| \| \| Rabindrodiplosis orientalis \| \| \| \| |
|                  | Rabindrodiplosis champakii                                                                 |
|                  |                                                                                            |
|                  | Rabindrodiplosis orientalis                                                                |
|                  |                                                                                            |